# سده ۱۷ (پیش از میلاد)
(سده هجدهم پ.م. - سده هفدهم پیش از میلاد - سده شانزدهم پ.م. - سده‌های دیگر)
قرن هفدهم پیش از میلاد، قرنی بود که از ۱۷۰۰ پیش از میلاد تا ۱۶۰۱ پیش از میلاد ادامه یافت.

## رخدادها
- ۱۷۰۰-۱۵۰۰ (پیش از میلاد)؛ پیروزیهای هوریان
- ۱۷۰۰ (پیش از میلاد)؛ واپسین گونه ماموت در جزیره ورانگل از میان رفت.
- ۱۷۰۰ (پیش از میلاد)؛ بلوبانی پادشاه آشور شد.
- ۱۷۰۰ (پیش از میلاد)؛ آغاز واپسین دوره تمدن مینوسی در کرت
- ۱۷۰۰ (پیش از میلاد)؛ آغاز فرمانروایی لیلاایرتاش بر امپراتوری عیلام
- ۱۶۹۸ (پیش از میلاد)؛ مرگ لیلاایرتاش و به فرمانروایی رسیدن تمپتی‌آرگون یکم بر عیلام
- ۱۶۹۱ (پیش از میلاد)؛ بلوبانی فرمانروای آشور درگذشت.
- ۱۶۹۰ (پیش از میلاد)؛ تمپتی‌آگون یکم درگذشت و تان‌اولی فرمانروای عیلام شد.
- ۱۶۹۰ (پیش از میلاد)؛ لیبایا فرمانروای آشور شد.
- دهه ۱۶۸۰ (پیش از میلاد)؛ مصر باستان:آغاز شانزدهمین دودمان پادشاهی مصر باستان
- دهه ۱۶۸۰ (پیش از میلاد)؛ پیشرفت نان خمیری (تاریخ برپایه گمانه‌زنی)
- دهه ۱۶۷۰ (پیش از میلاد)؛ آغاز فرمانروایی پانزدهمین دودمان پادشاهی مصر باستان
- ۱۶۷۳ (پیش از میلاد)؛ شرمااداد یکم پادشاه آشور شد.
- ۱۶۶۱ (پیش از میلاد)؛ ایپتارسین پادشاه آشور شد.
- دهه ۱۶۵۰ (پیش از میلاد)؛ مصر باستان:آغاز هفدهمین دودمان پادشاهی مصر باستان
- ۱۶۵۵ (پیش از میلاد)؛ تان‌اولی امپراتور عیلام درگذشت.
- حدود ۱۶۵۰ پیش از میلاد: احتمالاً، آغاز سلسله آبیدوس در مصر علیا.[۱]
- ۱۶۴۹ (پیش از میلاد)؛ بازایا فرمانروای آشور شد.
- حدود ۱۶۴۶ پیش از میلاد یا پیش از آن: جیه از شیا توسط تانگ از شانگ (حدود ۱۶۷۵-۱۶۴۶ پیش از میلاد) در نبرد مینگتیائو سرنگون شد.
- ۱۶۳۳ (پیش از میلاد)؛ پایان دودمانهای سیزدهم و چهاردهم و آغاز دودمان پانزدهم در مصر باستان
- ۱۶۲۷ (پیش از میلاد)؛ آغاز چندین سال سرمای پایای سراسر زمین برپایه بررسی حلقه‌های زندگی درخت؛ نیروی آن به سبب فوران مینوسی ترا یا فوران آولینو در کوه وزوویو گشت.
- ۱۶۲۵ (پیش از میلاد)؛ سامسودیتانا پادشاه بابل شد.
- ۱۶۲۱ (پیش از میلاد)؛ لول‌لایا پادشاه آشور شد.
- ۱۶۲۰ (پیش از میلاد)؛ مورشیلی یکم فرمانروای هیتی‌ها شد.
- ۱۶۱۵ (پیش از میلاد)؛ شونینهوا پادشاه آشور شد.
- ۱۶۰۱ (پیش از میلاد)؛ شرمااداد دوم پادشاه آشور شد.
- حدود ۱۶۰۰ پیش از میلاد: تانگ از سلسله شانگ، سلسله شانگ را تأسیس کرد.
- دهه ۱۶۰۰ (پیش از میلاد)؛ مصر باستان:پایان چهاردهمین دودمان
- دهه ۱۶۰۰ (پیش از میلاد)؛ آفرینش یکی از کهنترین سندهای ستاره‌شناسی به جای مانده، رونوشتی از کتابخانه آشوربانیپال در بابل در بردارنده بیست و یک سال ثبت پیداشدن ناهید (بابلیها این سیاره رانیندارانا Nindaranna می‌نامیدند)
- دهه ۱۶۰۰ (پیش از میلاد)؛ پایان تمدن دره سند.
- دهه ۱۶۰۰ (پیش از میلاد)؛ براندازی فرمانروایی اموری‌ها در حلب(سوریه کنونی)
- دهه ۱۶۰۰ (پیش از میلاد)؛ زمان کهنترین گویهای یافته شده از جنس کائوچو
- دهه ۱۶۰۰ (پیش از میلاد)؛ قبیله‌های آسیایی هیکسوس بر مصر باستان چیره شدند.
- فرهنگ اونه‌تیس
- پیشرفت نان خمیری در مصر.
- پیشرفت آسیاب بادی در ایران

## چهره‌های برجسته
- حمورابی، مرگ ۱۶۸۶ (پیش از میلاد)
- ۱۶۸۴ (پیش از میلاد)؛ مرگ هرمون برپایه اسطوره‌های ایرلندی
- ۱۶۳۷ (پیش از میلاد)؛ مرگ ابراهیم برپایه سنجش یهودی(۲٬۱۲۳ سال پس از آفرینش)
- جیه واپسین امپراتور دودمان شیا، او از سال ۱۶۰۰ (پیش از میلاد) پنجاه ودو سال پادشاهی نمود. (برپایه پروژه تاریخنگاری ژیا شانگ ژو)

## درگذشتگان
1684 قبل از میلاد - هرمون، افسانه ایرلندی

## انقراض ها
آخرین جمعیت شناخته شده ماموت پشمالو که در جزیره ورانگل نگهداری می‌شد، منقرض شد.